# Radio ECCA
Radio ECCA és una emissora de Gran Canària amb vocació de centre educatiu-formatiu radiofònic dedicat, en principi, a la alfabetització d'adults.

## Història
Fou fundada, entre d'altres, per José Bernardo Llobet de Fortuny, representant de Cifesa a les illes. Va començar a emetre a Gran Canària el 15 de febrer de 1965 i des dels seus inicis es va dedicar a la formació de les persones amb més necessitats educatives. Radio ECCA va crear sistema educatiu propi al qual van denominar Sistema ECCA, que es basa en la sincronització de la classe radiofònica, amb el material imprès de l'alumnat i la tutoria periòdica. Aquesta combinació es basa en la mutilació del material imprès que requereix de la classe radiofònica per al seu emplenament. Es fa amb això un ús diferent de la ràdio als utilitzats per les institucions educatives a distància com l'IBAD, CIEDAD, UNED, etc.
La formació impartida per Radio ECCA s'ha anat diversificant. A partir de 1967, a més de l'ensenyament bàsic homologat, ECCA va emprendre la tasca de formar en matèries que semblaven especialment apropiades per a facilitar l'accés al món professional a les persones de les illes. Cursos d'idiomes i comptabilitat van iniciar el que, més endavant, ECCA denominaria Aula Oberta. En l'actualitat Radio ECCA ofereix més de dues-centes accions educatives que abasten camps tan diferents com les tecnologies, educació bàsica, batxillerat, idiomes, la intervenció familiar, el temps lliure, la salut o el medi ambient.
A partir dels anys setanta, Radio ECCA va col·laborar amb diferents institucions llatinoamericanes donant lloc a una àmplia xarxa d'institucions que, amb l'una o l'altra denominació, utilitzen el sistema de Radio ECCA de formació a distància. La labor de cooperació amb institucions d'altres països continua en el 2007. A Àfrica Occidental, Radio ECCA té com a meta el traspàs de la seva tecnologia formativa a institucions capaces de prestar un servei a l'educació i la cultura de les societats on estan implantades.
Des de 1986, Radio ECCA Fundación Canària és l'entitat titular de l'emissora que ensenya. El seu Patronat compta amb la participació de totes les institucions i capital humà que han permès la seva existència institucional: l'alumnat, el professorat, la societat civil, entitats religioses i els diferents nivells de l'administració pública.
El 2015 va rebre la insígnia d'or i brillants de l'ajuntament de Las Palmas.

## Freqüències de Radio ECCA

### Província de Las Palmas
Fuerteventura
- Puerto del Rosario: 93.0 FM

Gran Canària
- Maspalomas: 91.4 FM
- Santa Lucía de Tirajana/Vecindario: 90.7 FM
- Teror: 90.4 FM

### Província de Santa Cruz de Tenerife
El Hierro
- Valverde: 90.6 FM

La Gomera
- Playa de Santiago: 90.4 FM
- San Sebastián de La Gomera: 91.8 FM

La Palma
- Santa Cruz de La Palma: 99.5 FM
- Tijarafe: 90.6 FM

Tenerife
- La Orotava: 104.8 FM
- Los Cristianos: 103.4 FM
- Los Realejos: 105.1 FM
- San Miguel de Abona: 90.4 FM
- Santa Cruz de Tenerife: 106.6 FM